# Baron Rowallan

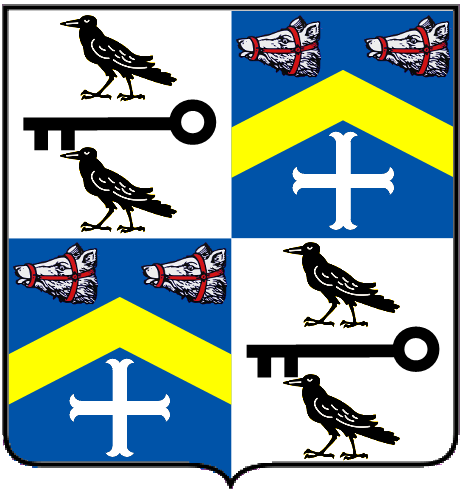
Wappen der Barone Rowallan

Baron Rowallan,  of Rowallan in the County of Ayr, ist ein erblicher britischer Adelstitel in der Peerage of the United Kingdom.
Familiensitz der Barone war früher Rowallan Castle bei Kilmarnock in East Ayrshire und ist heute Meiklemosside bei Fenwick in East Ayrshire.

## Verleihung
Der Titel wurde am 27. Juni 1911 für den liberalen Politiker und ehemaligen Unterhausabgeordneten Archibald Corbett geschaffen.
Heutiger Titelinhaber ist seit 1993 sein Urenkel als 4. Baron.

## Liste der Barone Rowallan (1911)
- Archibald Corbett, 1. Baron Rowallan (1856–1933)
- Thomas Corbett, 2. Baron Rowallan (1895–1977)
- Arthur Corbett, 3. Baron Rowallan (1919–1993)
- John Corbett, 4. Baron Rowallan (* 1947)

Titelerbe (Heir Apparent) ist der Sohn des aktuellen Titelinhabers, Hon. Jason Corbett (* 1972).